# Compsa diringshofeni
Compsa diringshofeni là một loài bọ cánh cứng trong họ Cerambycidae.